# Tandy Radio Shack TRS-80 Model 600
Tandy Radio Shack TRS-80 Model 600 (TRS-80 Model 600) је био преносиви рачунар фирме Тенди (Tandy Radio Shack) који је почео да се производи у САД од 1985. године.
Користио је 80C88 као микропроцесор. RAM меморија рачунара је имала капацитет од 32 KB прошириво до 224 KB (96 KB модули).
Као оперативни систем кориштен је Microsoft Works 1.2.

## Детаљни подаци
Детаљнији подаци о рачунару TRS-80 Model 600 су дати у табели испод.
|                       |                                                          |
| [ 1 ]                 |                                                          |
| Произвођач            | Тенди                                                    |
| Тип                   | преносиви рачунар                                        |
| Меморија              | 32 прошириво до 224 (96 модули)                          |
| Поријекло             | Сједињене Америчке Државе                                |
| Година                | 1985                                                     |
| Тастатура             | стил писаће машине, 72 тастера са 10 функцијских тастера |
| Процесор              |                                                          |
| Фреквенција процесора | 3,07                                                     |
| RAM                   | 32 прошириво до 224 (96 модули)                          |
| ROM                   | 160 KB                                                   |
| Текст                 | 80 стубова x 16 линија                                   |
| Графика               | 480 x 128 тачака                                         |
| Боја                  | једна боја                                               |
| Звук                  | мали звучник                                             |
| Димензије             | 30,5 (ширина) x 30,5 (дубина) x 6,5 (висина) / 4,5       |
| Портови               |                                                          |
| Оперативни систем     |                                                          |